# Švédská Wikipedie
Švédská Wikipedie je jazyková verze Wikipedie ve švédštině. Byla založena jako třetí jazyková mutace Wikipedie v květnu 2001 spolu s verzí v němčině po angličtině a katalánštině. V červnu 2024 obsahovala přes 2 588 000 článků a pracovalo pro ni 64 správců. Registrováno bylo přes 913 000 uživatelů, z nichž bylo přes 1 900 aktivních. V počtu článků byla pátá největší Wikipedie.
V roce 2012 provedli 90,5 % editací švédské Wikipedie uživatelé ze Švédska, 1,7 % z Finska a 1,7 % z Norska. Protože jsou dánština, švédština a norština vzájemně srozumitelné jazyky, spolupracují spolu tvůrci příslušných wikipedií přes sekci Skanwiki na Wikimedia Meta-Wiki.
V roce 2018 bylo zobrazeno celkem přes 1,09 miliardy dotazů. Denní průměr byl 2 988 093 a měsíční 90 887 824 dotazů. Nejvíce dotazů bylo zobrazeno v lednu (99 434 727), nejméně v červnu (79 313 164).
Nejvíce článků, respektive dotazů, ze švédské Wikipedie je zobrazeno ve Švédsku (89,2 %), Finsku (2,2 %) a USA (1,2 %). Naopak na území Švédska uživatelé používají švédskou verzi v 57 % případů a dalšími nejrozšířenějšími jazykovými verzemi jsou zde anglická (35,3 %) a německá (1,1 %). Uživatelé ve Švédsku si během měsíce zobrazí asi 144 milionů dotazů, což představuje 1 % celkového počtu zobrazení v rámci celé Wikipedie. Švédská Wikipedie je třetí nejpoužívanější verzí ve Finsku, kde do ní směřuje 2,3 % dotazů. V Norsku je to 1,3 %. 